# Люмен-секунда
Лю́мен-секу́нда — одиниця світлової енергії в SI. Міжнародне позначення: lm·s, українське: лм·с.

## Визначення
Світлова енергія в 1 лм·с відповідає світловому потоку 1 люмен, що випромінюється або приймається за час 1 секунда.

## Альтернативне визначення
1 лм·с відповідає 1 Дж енергії випромінювання зі світловою віддачею 1 лм/Вт. Тобто:
1 лм·с = 1 Дж × 1 лм/Вт.

## Кратні одиниці
3600 люмен-секунд становлять люмен-годину:
1 лм·год = 3600 лм·с.

## Назви
Для люмен-секунди також використовують назву тальбот (на честь англійського фізика Вільяма Талбота), але її не включено до офіційної номенклатури SI.
1 Тб = 1 лм·с
У книзі F. Cardarelli «Scientific Unit Conversion: A Practical Guide to Metrication», мабуть, помилково зазначено, що тальбот є одиницею світлової енергії, але дорівнює 1 лм·с/Дж.
У системі СГС люмен-секунді відповідає люмерг або люмберг:
107 люмерг = 1 лм·с
Люмерг пов'язаний з колишньою одиницею енергії в СГС ергом, так само, як в SI люмен-секунда пов'язана з джоулем.
Назву люмерг ввело американське Оптичне товариство 1937 року, але в публікаціях 1939—1945 років вона перетворилася на люмберг.